# Offenbach (Mittenaar)
Offenbach is een plaats in de Duitse gemeente Mittenaar, deelstaat Hessen.

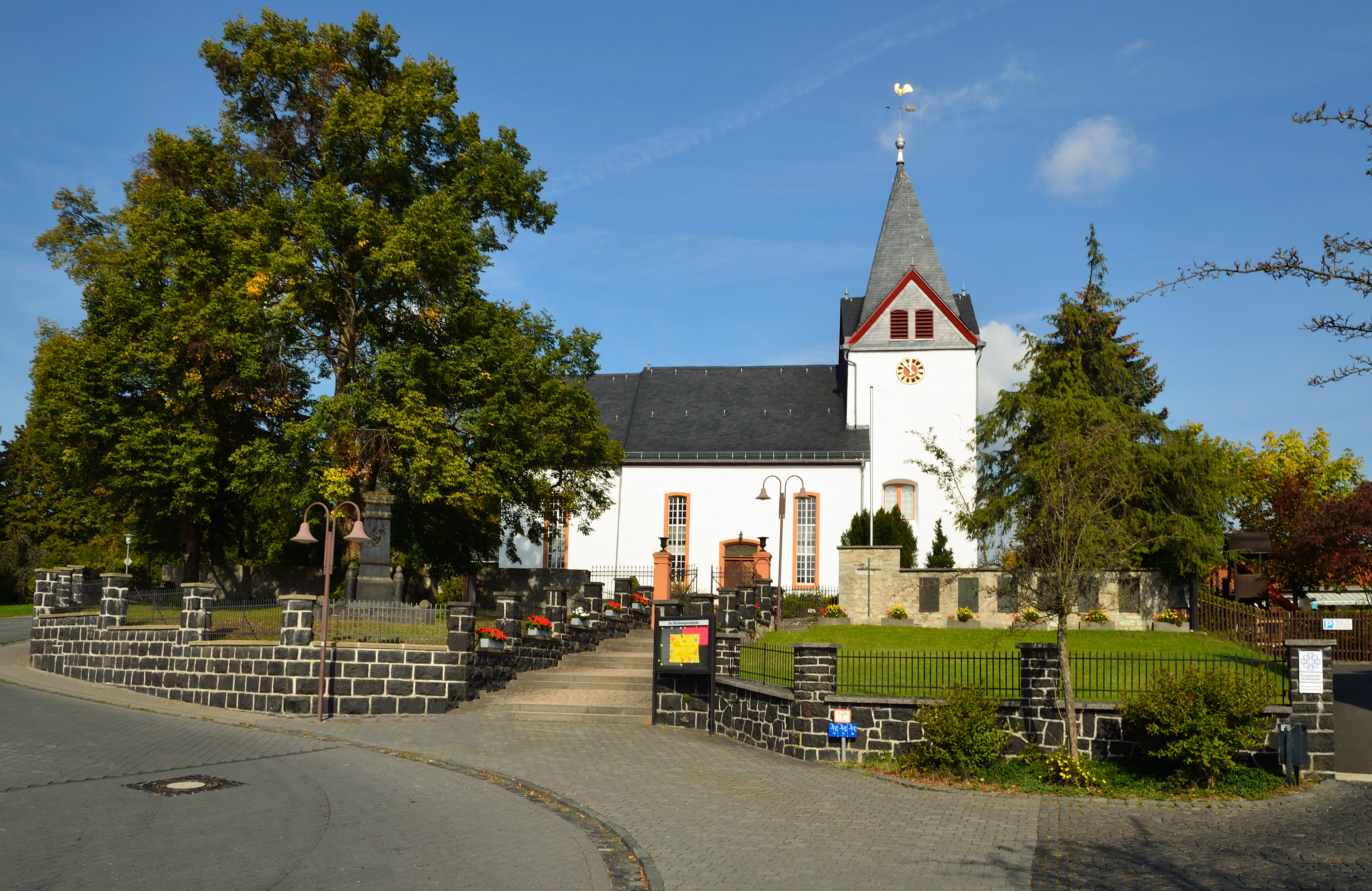
De Kerk